# تيد بوكنر
تيد بوكنر (بالإنجليزية: Ted Buckner)‏ هو عازف ساكسفون أمريكي، ولد في 14 ديسمبر 1913 في سانت لويس في الولايات المتحدة، وتوفي في 12 أبريل 1976 في ديترويت في الولايات المتحدة.

## وصلات خارجية
- تيد بوكنر على موقع ميوزك برينز (الإنجليزية)
- تيد بوكنر على موقع أول ميوزيك (الإنجليزية)
- تيد بوكنر على موقع أول ميوزيك (الإنجليزية)
- تيد بوكنر على موقع ديسكوغز (الإنجليزية)